# Набризк-бетон
На́бризк-бето́н — штучний матеріал (бетон), що складається із суміші цементу, піску, гравію чи щебеню та домішок для прискорення затвердіння. Одержують нанесенням цієї суміші безопалубковим методом. 
Застосовують для кріплення гірничих виробок в широкому діапазоні гірничо-геологічних умов у вигляді самостійної конструкції (в скельних і щільних глинистих ґрунтах з коефіцієнтом міцності f>4).
Приклад використання набризк-бетону: шість установок AL-262.1 компанії Aliva були використані для нанесення набризк-бетону в портальній частині і на прилеглій території 26 тунелів у Венесуелі. Найдовший тунель Tazon (6 989 ), у якому зроблене нанесення бетону на дільниці довжиною 200 м і висотою 25 м. Відстань транспортування цементної суміші коливалася в межах 60 — 150 м при тиску 5—7 атм. Добова продуктивність нанесення сухої суміші становила 20 — 30  м. Крупність гравію в Н. — до 20 мм.